# Людина-мавпа (фільм)
«Людина-мавпа» (англ. The Ape Man) — американський науково-фантастичний фільм жахів 1943 року, поставлений режисером Вільямом Бодайном за оповіданням Карла Брауна «Вони підкрадаються в пітьмі» з Белою Лугоші в головній ролі. У 1944 році вийшов сиквел фільму під назвою «Повернення Людини-мавпи» (англ. Return of the Ape Man, реж. Філ Розен).

## Сюжет
Дізнавшись про зникнення доктора Джеймса Брюстера (Бела Лугоші), його сестра, що живе в Європі, повертається до США. Ставлячи досліди, Брюстер випадково перетворився на напівлюдину-напівмавпу. Череп його деформувався і став схожий па мавпячий, щоки заросли волоссям, він став го́рбитися та пересуватися важкою мавпячою ходою. Щоб знову повернутися до людської подоби, йому потрібна ін'єкція спинномозкової рідини, але його колега доктор Джордж Рендалл відмовляється робити укол, оскільки той приведе до неминучої смерті донора. Брюстер удирається до Рендалла зі справжньою горилою, яка душить слугу. Брюстер бере рідину зі спинного мозку загиблого, а його сестра, озброївшись револьвером, загрозами змушує Рендалла зробити ін'єкцію. На якийсь час Брюстеру стає краще, він може розпрямитися й ходити нормально. Але незабаром йому потрібно нові ін'єкції. Під керівництвом Брюстера горила вбиває торговця, що виходить з крамниці, і молоду жінку в ліжку. Брюстер вимагає, щоб Рендалл зробив йому необхідні ін'єкції, але той навмисно розбиває колбу з рідиною, взятою з тіл загиблих. Брюстер душить його. Занадто цікава дівчина-репортер проникає в секретну лабораторію Брюстера і попадається йому. Брюстер женеться за журналісткою і хоче накинутися на неї й убити, але його самого вбиває горила — якраз перед появою поліції та журналістів.

## У ролях
| • Бела Лугоші            | … | доктор Джеймс Брюстер |
| • Луїза Керрі            | … | Біллі Мейсон          |
| • Воллес Форд            | … | Джефф Картер          |
| • Генрі Голл             | … | доктор Джордж Рендалл |
| • Мінерва Урекаль        | … | Агата Брюстер         |
| • Еміл Ван Горн          | … | мавпа                 |
| • Дж. Фаррелл Макдональд | … | капітан О'Браєн       |
| • Вілер Окман            | … | детектив Брейді       |
| • Ральф Літтлфілд        | … | Зіппо                 |
| • Джек Мулголл           | … | репортер              |
| • Чарльх Джордан         | … | детектив О'Тул        |

## Знімальна група
- Автор сценарію — Барні Сарецькі за оповіданням Карла Брауна «Вони закрадаються в пітьмі» (англ. They Creep in the Dark)
- Режисер-постановник — Вільям Бодайн
- Продюсери — Джек Діц, Сем Кацман
- Асоційований продюсер — Барні А. Сарецькі
- Оператор — Мак Стенглер
- Композитор — Едвард Кей
- Монтаж — Карл Пірсон
- Артдиректор — Дейв Мілтон